# Сергеевка (Житомирская область)
Серге́евка (укр. Сергіївка) — село на Украине, находится в Емильчинском районе Житомирской области.
Код КОАТУУ — 1821786201. Население по переписи 2001 года составляет 302 человека. Почтовый индекс — 11230. Телефонный код — 4149. Занимает площадь 1,865 км².

## История
До 1939 года село являлось немецкой колонией Емельчинской волости Новоград-Волынского уезда Волынской губернии. Расстояние от уездного города составляло 57 верст, от волости 18.

## Символика
Основная символика села была утверждена 15 апреля 2013 года.

### Герб
На гербе изображен щит, имеющий разделение на два цвета — желтый и синий. В центре герба находится зеленый щиток с вертикально расположенными на нем тремя колосками. Сам щит увенчан короной и обрамлен золотым картушем. В верхней части щита, на синем фоне расположены две золотые сосны, символизирующие села Сергиев и Плотина. Голова кабана, находящаяся в нижней части щита, символизирует собой мужество и героизм.

## География
Северо-Западнее села свое начало берет река Бровник, являющаяся притоком реки Уборти. На восточной окраине села имеется большой водоем.

## Адрес местного совета
11230, Житомирская область, Емильчинский р-н, с.Сергеевка